# Vietnamesische Badmintonmeisterschaft 1964
Die Vietnamesische Badmintonmeisterschaft 1964 fand in Ho-Chi-Minh-Stadt statt. Es war die erste Austragung der nationalen Titelkämpfe von Vietnam im Badminton.

## Titelträger
| Disziplin    | Sieger                       |
| ------------ | ---------------------------- |
| Herreneinzel | Âu Đức Minh                  |
| Dameneinzel  | nicht ausgetragen            |
| Herrendoppel | Âu Tâm Đế Nguyễn Không Phước |
| Damendoppel  | nicht ausgetragen            |
| Mixed        | nicht ausgetragen            |